# Kwalifikacyjne turnieje interkontynentalne w piłce siatkowej mężczyzn do Letnich Igrzysk Olimpijskich 2008 (składy)
Artykuł grupuje składy wszystkich reprezentacji narodowych w piłce siatkowej, które wystąpiły podczas Światowych Turniejów Kwalifikacyjnych.
- Przynależność klubowa na koniec sezonu 2007–08.
- Zawodnicy oznaczeni literą K to kapitanowie reprezentacji.
- Legenda: 
 Nr - numer zawodnika
 A - atakujący 
 L - libero 
 P - przyjmujący 
 R - rozgrywający 
 Ś - środkowy

## I Światowy Turniej Kwalifikacyjny

### Hiszpania
Trener:  Marcelo Méndez
Asystent: Tomás Málvarez
| Nr | Imię i nazwisko                     | Rok urodzenia | Wzrost (cm) | Klub               | Pozycja |
| 1  | Guillermo Falasca Fernandez         | 1977          | 200         | LIG Greaters       | A       |
| 2  | Ibán Pérez Manzanares               | 1983          | 198         | CV Pòrtol          | A       |
| 4  | Manuel Sevillano Canals             | 1981          | 194         | CV Pòrtol          | P       |
| 6  | Alfonso Flores Peña                 | 1975          | 189         | CV Almería         | R       |
| 9  | José Alexis Valido Moreno           | 1976          | 188         | CV Almería         | L       |
| 10 | Miguel Ángel Falasca Fernanadez (K) | 1973          | 194         | CV Pòrtol          | R       |
| 11 | José Javier Subiela Chisvert        | 1984          | 198         | Numancia Voleibol  | Ś       |
| 14 | José Luis Moltó Carbonell           | 1975          | 206         | CV Pòrtol          | Ś       |
| 15 | Luis Pedro Suela Méndez De Souza    | 1976          | 195         | Numancia Voleibol  | P       |
| 16 | Julián García-Torres Castro         | 1980          | 202         | CV Pòrtol          | Ś       |
| 17 | Enrique De La Fuente                | 1975          | 195         | CV Pòrtol          | P       |
| 18 | Israel Rodríguez Calderon           | 1981          | 194         | Pallavolo Piacenza | P       |

### Kuba
Trener: Samuels Blackwood
Asystent: Idalbe Valdes Pedro
| Nr | Imię i nazwisko            | Rok urodzenia | Wzrost (cm) | Klub             | Pozycja |
| 1  | Wilfredo Leon Venero       | 1993          | 201         | Santiago de Cuba | P       |
| 2  | Liancen Estrada Jova       | 1982          | 196         | Santiago de Cuba | R       |
| 4  | Joandry Leal Hidalgo       | 1988          | 201         | La Habana        | P       |
| 6  | Keibir Gutierrez Torres    | 1987          | 178         | Villa Clara      | L       |
| 7  | Osmany Camejo Durruty      | 1983          | 202         | Ciudad Habana    | Ś       |
| 10 | Rolando Jurquin Despaigne  | 1987          | 200         | Santiago de Cuba | P       |
| 11 | Yadier Sanchez Sierra      | 1987          | 200         | Matanzas         | A       |
| 12 | Henry Bell Cisnero         | 1983          | 188         | Santiago de Cuba | P       |
| 13 | Roberlandy Simón Aties (K) | 1987          | 206         | Ciudad Habana    | Ś       |
| 15 | Oreol Camejo Durruty       | 1986          | 207         | Ciudad Habana    | R       |
| 16 | Raydel Corrales Pouto      | 1982          | 201         | Cienfuegos       | A       |
| 17 | Odelvis Dominico Speek     | 1977          | 205         | Ciudad Habana    | Ś       |

### Niemcy
Trener: Stelian Moculescu
Asystent:  Stewart Bernard
| Nr | Imię i nazwisko   | Rok urodzenia | Wzrost (cm) | Klub                              | Pozycja |
| 1  | Marcus Popp       | 1981          | 192         | Acqua Paradiso Gabeca Montichiari | P       |
| 2  | Markus Steuerwald | 1989          | 182         | VfB Friedrichshafen               | L       |
| 4  | Simon Tischer     | 1982          | 194         | Iraklis Saloniki                  | R       |
| 5  | Björn Andrae (K)  | 1981          | 200         | AZS Olsztyn                       | P       |
| 7  | Mark Siebeck      | 1975          | 195         | AZS Politechnika Warszawska       | P       |
| 8  | Marcus Böhme      | 1985          | 210         | SCC Berlin                        | Ś       |
| 9  | Stefan Hübner     | 1975          | 200         | Sisley Treviso                    | Ś       |
| 10 | Jochen Schöps     | 1983          | 202         | Iskra Odincowo                    | A       |
| 11 | Frank Dehne       | 1976          | 202         | AZS Olsztyn                       | R       |
| 12 | Christian Pampel  | 1979          | 198         | VfB Friedrichshafen               | A       |
| 13 | Ralph Bergmann    | 1970          | 206         | Moerser SC                        | Ś       |
| 14 | Robert Kromm      | 1984          | 212         | Perugia Volley                    | P       |

### Chińskie Tajpej
Trener: Chang Jung-hsiang
Asystent: Hou Wen-tang
| Nr | Imię i nazwisko     | Rok urodzenia | Wzrost (cm) | Klub         | Pozycja |
| 1  | Peng Wei-min        | 1990          | 195         | Feng Shang   | ?       |
| 2  | Wu Kai-hsien        | 1990          | 197         | Mia Liao     | ?       |
| 3  | Huang Hung-chin     | 1990          | 187         | Kao Ying     | ?       |
| 4  | Tai Chia-jui        | 1987          | 194         | NTNU         | P       |
| 5  | Huang Chien-feng    | 1990          | 193         | Feng Shang   | P       |
| 7  | Lin Yu-hsin         | 1989          | 190         | Feng Shang   | Ś       |
| 8  | Lu Yao-chiang       | 1990          | 191         | Hua Chaio    | Ś       |
| 10 | Chien Wei-lun       | 1989          | 170         | NTNU         | L       |
| 11 | Wang Ming-chun      | 1988          | 196         | Taiwan Power | P       |
| 12 | Hung Jung-chung (K) | 1982          | 186         | TPEC         | P       |
| 13 | Chiang Tien-yu      | 1988          | 195         | Taiwan Power | ?       |
| 17 | Cheng Li-sheng      | 1989          | 187         | Feng Shang   | ?       |

## II Światowy Turniej Kwalifikacyjny

### Indonezja
Trener:  Hu Xinyu
Asystent: Ibarsjah Tjahjono
| Nr | Imię i nazwisko        | Rok urodzenia | Wzrost (cm) | Klub         | Pozycja |
| 1  | Joni Sugiyatno         | 1983          | 187         | Samator      | ?       |
| 2  | Affan Priyo Wicaksono  | 1985          | 191         | Samator      | ?       |
| 3  | Brian Alfianto         | 1986          | 189         | Bank Sumsel  | ?       |
| 4  | Didi Erwadi            | 1985          | 183         | Samator      | ?       |
| 5  | Erwin Rusni (K)        | 1974          | 185         | P2B Sananta  | ?       |
| 6  | Joko Murdianto         | 1984          | 186         | P2B Sananta  | ?       |
| 7  | Sopian Sopian          | 1985          | 190         | Tamora Sumut | P       |
| 9  | Ayip Rizal             | 1984          | 194         | Samator      | ?       |
| 10 | Riviansyah Muhammad    | 1984          | 186         | P2B Sananta  | ?       |
| 11 | Adam Adam              | 1988          | 185         | Samator      | ?       |
| 13 | Bagus Wahyu Ardiyanto  | 1988          | 187         | Samator      | L       |
| 14 | Muhammad Khasoni Mufid | 1988          | 190         | Indomart     | ?       |

### Polska
Trener:  Raúl Lozano
Asystent: Alojzy Świderek
| Nr | Imię i nazwisko       | Rok urodzenia | Wzrost (cm) | Klub                 | Pozycja |
| 1  | Piotr Nowakowski      | 1987          | 206         | AZS Częstochowa      | Ś       |
| 2  | Michał Winiarski      | 1983          | 198         | Itas Diatec Trentino | P       |
| 3  | Piotr Gruszka (K)     | 1977          | 206         | Skra Bełchatów       | A       |
| 4  | Daniel Pliński        | 1978          | 205         | Skra Bełchatów       | Ś       |
| 5  | Paweł Zagumny         | 1977          | 200         | AZS Olsztyn          | R       |
| 8  | Marcin Wika           | 1983          | 194         | AZS Częstochowa      | P       |
| 10 | Mariusz Wlazły        | 1983          | 194         | Skra Bełchatów       | A       |
| 11 | Łukasz Kadziewicz     | 1980          | 206         | Sparkling Mediolan   | Ś       |
| 12 | Paweł Woicki          | 1983          | 183         | AZS Częstochowa      | R       |
| 13 | Sebastian Świderski   | 1977          | 193         | Lube Banca Macerata  | P       |
| 14 | Krzysztof Gierczyński | 1976          | 193         | AZS Częstochowa      | P       |
| 16 | Krzysztof Ignaczak    | 1978          | 188         | Resovia              | L       |

### Portoryko
Trener:  Carlos D. Cardona
Asystent:  Alejandro C.H. Arcon
| Nr | Imię i nazwisko            | Rok urodzenia | Wzrost (cm) | Klub                  | Pozycja |
| 1  | José Manuel Rivera Caamano | 1977          | 192         | Iraklis Saloniki      | P       |
| 2  | Gregorry Berrios           | 1979          | 182         | Lares                 | L       |
| 4  | Víctor Rivera              | 1976          | 196         | Naranjito             | P       |
| 5  | Victor Bird                | 1982          | 195         | Naranjito             | A       |
| 6  | Angel Pérez                | 1982          | 190         | Naranjito             | R       |
| 7  | Enrique Escalante          | 1984          | 195         | Corozal               | Ś       |
| 8  | Rene Esteves               | 1977          | 199         | Adjuntas              | Ś       |
| 9  | Luis Rodríguez             | 1969          | 202         | Naranjito             | Ś       |
| 10 | Ivan Perez                 | 1985          | 190         | –                     | P       |
| 12 | Héctor Soto (K)            | 1978          | 197         | Lokomotiw Nowosybirsk | P       |
| 13 | Alexis Matías              | 1974          | 195         | Corozal               | A       |
| 14 | Fernando Morales           | 1982          | 186         | Lares                 | R       |

### Portugalia
Trener:  Jorge Schmidt
Asystent: Alexandre Afonso
| Nr | Imię i nazwisko | Rok urodzenia | Wzrost (cm) | Klub                   | Pozycja |
| 3  | André Lopes     | 1982          | 193         | SL Benfica             | P       |
| 4  | João Malveiro   | 1979          | 198         | GC Vilacondense        | Ś       |
| 5  | Roberto Reis    | 1980          | 189         | SC Espinho             | P       |
| 7  | Carlos Teixeira | 1976          | 182         | SL Benfica             | L       |
| 8  | Hugo Gaspar     | 1982          | 200         | Vitória SC             | Ś       |
| 9  | Nuno Pinheiro   | 1984          | 193         | Noliko Maaseik         | R       |
| 12 | João José (K)   | 1978          | 195         | VfB Friedrichshafen    | A       |
| 13 | Valdir Sequeira | 1981          | 195         | Monini Marconi Spoleto | A       |
| 14 | Flávio Cruz     | 1982          | 194         | Vitória SC             | P       |
| 15 | Rui Santos      | 1984          | 202         | AJF Bastardo           | Ś       |
| 16 | Diogo Frada     | 1985          | 188         | Esmoriz GG             | R       |
| 18 | Eurico Peixoto  | 1981          | 192         | Vitória SC             | P       |

## III Światowy Turniej Kwalifikacyjny

### Algieria
Trener: Samir Zitouni
Asystent: Nadir Belayat
| Nr | Imię i nazwisko              | Rok urodzenia | Wzrost (cm) | Klub                  | Pozycja |
| 1  | Aberkane Fares               | 1983          | 199         | MBBejaia              | P       |
| 2  | Messaoud Debbih Abderrahmane | 1987          | 195         | MCAlger               | R       |
| 3  | Mahmoudi Adel                | 1980          | 180         | MCAlger               | L       |
| 4  | Yassine Hakmi                | 1982          | 198         | POChlef               | R       |
| 6  | Oumesaad Mohamed Amine       | 1986          | 197         | MCAlger               | Ś       |
| 7  | Kerboua Ali (K)              | 1983          | 197         | Marsseille Volleyball | A       |
| 8  | Saidi Salah Eddine Mokdad    | 1978          | 196         | MBBejaia              | Ś       |
| 9  | Mohamed Chikhi               | 1981          | 197         | Al Itihad             | A       |
| 10 | Mahdjoubi Toufik             | 1986          | 200         | USMBlida              | P       |
| 12 | Toufik Belaid                | 1981          | 197         | Nrbordj Bouariredj    | Ś       |
| 13 | Soualem Billel               | 1990          | 200         | MCAlger               | P       |
| 15 | Benhallal Rachid             | 1980          | 190         | MCAlger               | P       |

### Argentyna
Trener: Jon Uriarte
Asystent: Guillermo Orduna
| Nr | Imię i nazwisko        | Rok urodzenia | Wzrost (cm) | Klub                | Pozycja |
| 1  | Javier Filardi         | 1980          | 191         | DirecTV Bolivar     | P       |
| 3  | Diego Stepanenko       | 1985          | 204         | Rosario Sonder      | ?       |
| 4  | Lucas Ocampo           | 1986          | 196         | Numancia Voleibol   | A       |
| 6  | Santiago Orduna        | 1983          | 184         | Numancia Voleibol   | R       |
| 7  | Gustavo Porporatto (K) | 1981          | 199         | Belgrano            | Ś       |
| 8  | Leandro Concina        | 1984          | 195         | Alvarez Cabral      | ?       |
| 9  | Lucas Chavez           | 1982          | 200         | Nieftjanik Jarosław | A       |
| 10 | Pablo Peralta          | 1979          | 204         | UPCN                | Ś       |
| 12 | Martin Meana           | 1982          | 188         | UPCN                | L       |
| 15 | Luciano de Cecco       | 1988          | 194         | Belgrano            | R       |
| 16 | Martín Hernández       | 1985          | 202         | Gigantes del Sur    | ?       |
| 17 | Rodrigo Quiroga        | 1987          | 194         | Pallavolo Catania   | P       |

### Australia
Trener: Russell Borgeaud
Asystent: Andrew Strugnell
| Nr | Imię i nazwisko    | Rok urodzenia | Wzrost (cm) | Klub                              | Pozycja |
| 1  | Dan Howard         | 1976          | 209         | Acqua Paradiso Gabeca Montichiari | Ś       |
| 3  | Nathan Roberts     | 1986          | 199         | Castêlo da Maia GC                | P       |
| 4  | Benjamin Hardy (K) | 1974          | 198         | Knack Randstad Roeselare          | P       |
| 5  | Luke Campbell      | 1979          | 202         | Budvanska Rivijera Budva          | Ś       |
| 6  | Igor Yudin         | 1987          | 198         | Jastrzębski Węgiel                | P       |
| 7  | Matthew Young      | 1981          | 188         | Australian Institute of Sport     | R       |
| 8  | Andrew Grant       | 1985          | 206         | Chemik Bydgoszcz                  | Ś       |
| 11 | Phillip DeSalvo    | 1985          | 182         | ČZU Praha                         | L       |
| 13 | David Ferguson     | 1982          | 205         | Arago de Sète                     | Ś       |
| 17 | Paul Carroll       | 1986          | 204         | Pepperdine University             | A       |
| 18 | Brett Alderman     | 1979          | 191         | Budvanska Rivijera Budva          | P       |
| 19 | Zane Christensen   | 1985          | 207         | Australian Institute of Sport     | A       |

### Iran
Trener:  Zoran Gajić
Asystent: Hossein Madani
| Nr | Imię i nazwisko               | Rok urodzenia | Wzrost (cm) | Klub            | Pozycja |
| 3  | Mojtaba Attar                 | 1979          | 190         | Petroshimi      | L       |
| 4  | Saeid Mir Lakrani Marouf      | 1985          | 189         | Saipa           | R       |
| 5  | Peyman Akbari (K)             | 1977          | 195         | Pardis Mottahed | A       |
| 6  | Mohammad Mousavi Eraghi Seyed | 1987          | 203         | Peykan          | Ś       |
| 7  | Hamzeh Zarini                 | 1985          | 198         | Pegah           | P       |
| 8  | Mohammad Mohammadkazem        | 1985          | 200         | Peykan          | P       |
| 9  | Alireza Nadi                  | 1980          | 200         | Saipa           | Ś       |
| 10 | Mohsen Andalib                | 1983          | 191         | Saipa           | A       |
| 11 | Arash Sadeghiany              | 1985          | 191         | Petroshimi      | P       |
| 12 | Farhad Afshar Nazari          | 1984          | 195         | Saipa           | P       |
| 14 | Farhad Salafzoon              | 1992          | 200         | Petroshimi      | R       |
| 17 | Amin Moameri                  | 1983          | 203         | Shahrdari       | Ś       |

### Japonia
Trener: Tatsuya Ueta
Asystent: Hideyuki Otake
| Nr | Imię i nazwisko      | Rok urodzenia | Wzrost (cm) | Klub               | Pozycja |
| 1  | Nobuharu Saito       | 1973          | 205         | Toray Arrows       | Ś       |
| 5  | Daisuke Usami        | 1979          | 183         | Panasonic Panthers | R       |
| 7  | Takahiro Yamamoto    | 1978          | 201         | Panasonic Panthers | P       |
| 8  | Masaji Ogino (K)     | 1970          | 197         | Suntory Sunbirds   | P       |
| 11 | Yoshihiko Matsumoto  | 1981          | 193         | NEC Blue Rockets   | Ś       |
| 12 | Kota Yamamura        | 1980          | 205         | Suntory Sunbirds   | Ś       |
| 13 | Kunihiro Shimizu     | 1986          | 194         | Tōkai University   | P       |
| 14 | Tatsuya Fukuzawa     | 1986          | 189         | Chuo University    | P       |
| 15 | Katsutoshi Tsumagari | 1975          | 183         | Suntory Sunbirds   | L       |
| 16 | Yusuke Ishijima      | 1984          | 197         | Sakai Blazers      | P       |
| 17 | Yu Koshikawa         | 1984          | 190         | Suntory Sunbirds   | P       |
| 18 | Kosuke Tomonaga      | 1980          | 184         | Sakai Blazers      | R       |

### Korea Południowa
Trener: Yoo Jung-tak
Asystent: Seo Nam-won
| Nr | Imię i nazwisko    | Rok urodzenia | Wzrost (cm) | Klub                            | Pozycja |
| 1  | Chang Kwang-kyun   | 1981          | 190         | Korean Airlines Co.             | P       |
| 3  | Kwon Young-min     | 1980          | 190         | Hyundai Capital Co.             | R       |
| 4  | Moon Sung-min      | 1986          | 198         | Kyonggi University              | P       |
| 5  | Yeo Oh-hyun        | 1978          | 176         | Samsung Fire & Marine Insurance | L       |
| 6  | Choi Tae-woong (K) | 1976          | 185         | Samsung Fire & Marine Insurance | R       |
| 7  | Lee Sun-kyu        | 1981          | 200         | Hyundai Capital Co.             | Ś       |
| 9  | Shin Young-soo     | 1982          | 197         | Korean Airlines Co.             | P       |
| 11 | Lee Kyung-soo      | 1979          | 197         | LIG                             | P       |
| 14 | Suk Jin-wook       | 1976          | 186         | Samsung Fire & Marine Insurance | P       |
| 15 | Shin Sun-ho        | 1978          | 195         | Samsung Fire & Marine Insurance | Ś       |
| 17 | Ha Kyoung-min      | 1982          | 201         | Hyundai Capital Co.             | Ś       |
| 18 | Who In-jung        | 1974          | 198         | Hyundai Capital Co.             | P       |

### Tajlandia
Trener: Supajirakul Monchai
Asystent: Phoseta Suntorn
| Nr | Imię i nazwisko       | Rok urodzenia | Wzrost (cm) | Klub                 | Pozycja |
| 1  | Jirayu Raksakaew      | 1987          | 194         | Royal Thai Air Force | Ś       |
| 2  | Montri Vaenpradab     | 1987          | 195         | Suphanburi           | Ś       |
| 3  | Wanchai Tabwises      | 1986          | 186         | Bangkok Bank         | P       |
| 4  | Apipong Wihokthong    | 1987          | 188         | Suphanburi           | ?       |
| 6  | Shotivat Tivsuwan     | 1986          | 190         | Royal Thai Air Force | Ś       |
| 7  | Uranan Boudang        | 1987          | 185         | Royal Thai Air Force | ?       |
| 9  | Kittikun Sriutthawong | 1986          | 194         | Royal Thai Air Force | ?       |
| 10 | Piyarat Toontupthai   | 1987          | 171         | Suphanburi           | L       |
| 11 | Pissanu Hamkhomtun    | 1986          | 191         | Royal Thai Air Force | Ś       |
| 12 | Pongsakom Nimawan (K) | 1984          | 192         | Army                 | R       |
| 16 | Theerayut Sripon      | 1987          | 174         | Royal Thai Air Force | ?       |
| 17 | Charoensuk Saranchit  | 1987          | 174         | Royal Thai Air Force | ?       |

### Włochy
Trener: Andrea Anastasi
Asystent: Andrea Gardini
| Nr | Imię i nazwisko     | Rok urodzenia | Wzrost (cm) | Klub                              | Pozycja |
| 1  | Luigi Mastrangelo   | 1975          | 202         | M. Roma Volley                    | Ś       |
| 3  | Mauro Gavotto       | 1979          | 201         | Acqua Paradiso Gabeca Montichiari | A       |
| 4  | Loris Manià         | 1979          | 190         | Acqua Paradiso Gabeca Montichiari | L       |
| 5  | Valerio Vermiglio   | 1976          | 190         | Lube Banca Macerata               | R       |
| 6  | Marco Meoni         | 1973          | 196         | Copra Berni Piacenza              | R       |
| 7  | Alessandro Paparoni | 1981          | 191         | Lube Banca Macerata               | P       |
| 8  | Alberto Cisolla (K) | 1977          | 197         | Sisley Treviso                    | P       |
| 9  | Matteo Martino      | 1987          | 197         | Sparkling Mediolan                | P       |
| 11 | Hristo Zlatanov     | 1976          | 201         | Copra Berni Piacenza              | P       |
| 14 | Alessandro Fei      | 1978          | 197         | Sisley Treviso                    | A       |
| 15 | Emanuele Birarelli  | 1981          | 200         | Itas Diatec Trentino              | Ś       |
| 16 | Vigor Bovolenta     | 1974          | 197         | Copra Berni Piacenza              | Ś       |